# 路環炮台
路環炮台位於澳門路環石街。建於1880年(清光緒六年)12月，與橫琴島對峙，為防守外十字門的要地。當年其主要任務是監視從外十字門外海域出入的船隻。
現為澳門保安部隊高等學校的所在地。

## 参看
- 澳門炮台